# 貴廣客運專線D2809次列車出軌事故
D2809次列车脱线事故是2022年6月4日10时30分左右在中华人民共和国贵州省黔东南苗族侗族自治州榕江县的贵广客运专线榕江站发生的火车脱线事故。动车司机杨勇在事故中殉职，后被追授烈士称号；另有8名乘员受伤。事发时列车上载有143名旅客。

## 事故经过
事发当天榕江县遭遇持续强降雨；当地于事发当天早晨发布了暴雨橙色预警、大雾黄色预警、雷电黄色预警信号。当天，CRH2A-4020号车组担当D2809次列车由贵阳北站开往广州南站的运输工作。。10时30分许，D2809次旅客列车在驶到进榕江站前的月寨隧道口时，遭遇突然侵入线路的泥石流，造成7、8两节车厢脱线并冲入榕江站站内。列车车头冲出轨道，最终停在站台上且明显受损，车厢内有物体散落，车厢在随后一段时间内因斷電沒有通風而十分悶熱，15分鐘後有車站工作人員趕到。此次脱线事故造成隧道出口与车站之间的跨寨蒿河大桥上接触网受损，进而导致当日后方同方向车次出现大面积晚点的情况。
中国铁路成都局官方微博于事故当日晚间称，D2809次动车驶入榕江站15分钟前，G2929次动车正常通过该隧道并进入榕江站，而D2809次行驶到月寨隧道口时撞上突发溜坍侵入线路的泥石流；据月寨社区村干部，当地在此事故前从未发生过泥石流。
事故发生后有观点称，隧道口上方的剑榕高速路旁有堆土未处理，遇暴雨后形成泥石流导致事故。高速相关单位表示尚无证据证明此观点。附近的维修人员及路政部门人员称，隧道口上方路段并无施工和维修任务，隧道两侧是自然山体，并无堆土。现场情况和结论有待路政、交通等领域专家确认。

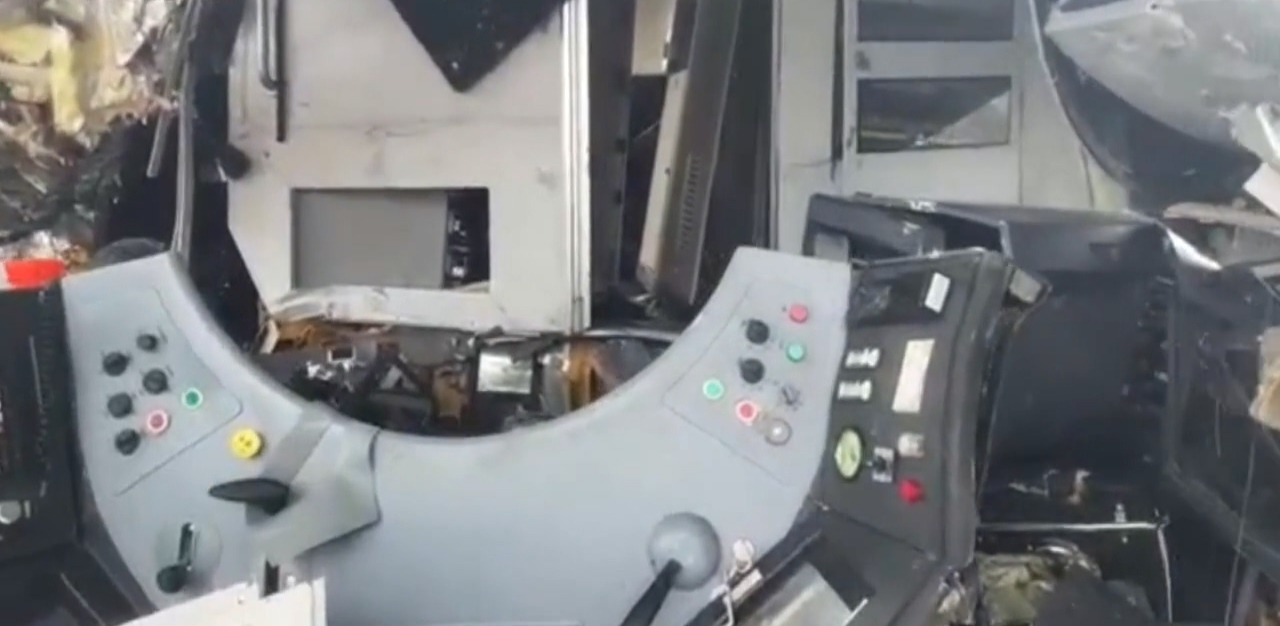
损毁的列车头

据车载数据分析，列车司机在列车行驶至榕江站进站前的月寨隧道内时发现了线路异常，在5秒内采取了紧急制动措施，将撞击时的车速由250km/h降到了160km/h，列车滑行超过900米。高速铁路的防撞墙与轨道结构的防护在避免此次列车发生颠覆或坠落的过程中起到了重要作用。

## 事故救援
事发第一时间，中国国铁集团党组书记、董事长陆东福前往全国铁路调度指挥中心对事故救援工作展开了指挥工作，同时指派国铁集团总经理、党组副书记杨宇栋带队立即赶赴现场组织救援工作。同时，贵州省黔东南州消防救援支队调派了榕江大队6车共26人前往处理事故，并调派黎平、从江、丹寨三地战勤保障大队5车共26人前往增援。事发15分钟后，有工作人员抵达现场；司机经抢救无效身亡，受伤的1名列车员与7名旅客被送往榕江县医院，列车上其他136名旅客被安排转运疏散。下午2时左右，榕江县人民医院相关人士称院方共接收了12位受伤的乘客，其中有2名乘客被送往ICU展开进一步治疗。
6月5日早晨，线路通车修复工作完成，同日贵广线恢復正常运营。中国国家铁路集团有限公司负责人也表示会尽早查明事发缘故，举一反三，确保铁路可畅通通行。

## 相关事故
- 中华人民共和国铁路事故列表，其中在西南地区发生的还有：
  - 1981年成昆铁路列车坠桥事故
- 涉及和谐号电力动车组且导致乘客/车务遇难的事故：
  - 2011年甬台温铁路列车追尾事故
- 其他因外部物体侵入线路引发列车脱轨的事故：
  - 2012年京急本线泥石流列车脱轨事故
  - 2020年T179次列车脱轨事故
  - 北迴線太魯閣號列車出軌事故
  - 枋山一號隧道列車出軌事故
  - 2022年塔巴斯脫軌事故
  - 臺中捷運塔吊撞擊事故